# تونس (النرويج)
تونس (بالنرويجية: Tunes) قرية نرويجية، تقع في بلدية برجن، ويبلغ عدد سكانها 6.166 نسمة.